# Шэнь Цзэминь
Шэнь Цзэми́нь (кит. упр. 沈泽民, пиньинь Shěn Zémín; псевдонимы Шэнь Дэци, Шэнь Дэцзи, Минсинь; 23 июня 1900 — 20 ноября 1933) — государственный и партийный деятель Китая, один из первых членов КПК. Член группы 28 большевиков. Бывший руководитель отдела пропаганды ЦК КПК, секретарь партии провинции Эньюван. Выпускник Коммунистического университета трудящихся Китая (1930).

## Биография
Шэнь Цзэминь родился 23 июня 1900 года в посёлке Учжэнь уезда Тунсян провинции Чжэцзян. В 1912 году Шэнь был принят в провинциальную среднюю школу провинции Чжэцзян (Хучжоу). С 1916 по 1919 год учился в инженерном колледже Хохай в г. Нанкин. Во время учебы в Нанкине под влиянием Октябрьской революции в России и движения 4 мая заинтересовался политикой и литературой. В 1921 году вошел в состав «Литературного научно-исследовательского объединения», известного по литературному движению «Новая культура». Написал несколько статей под общим названием «Основные проблемы народного языка классического китайца, их красоты и отсталость» (кит. трад. 文言白话之争底根本问题及其美丑).
С 1924 года работал преподавателем в Шанхайском университете. Женился на своей студентке Чжан Циньцю. Вместе они, позднее, вошли в состав группы 28 большевиков.
В конце 1925 — начале 1926 годов Шэнь и Чжан отправились в Советский Союз учиться в Коммунистическом университете трудящихся Китая имени Сунь Ятсена. В Москве у них родилась дочь, которую они назвали Ма. Дочь родители оставили в СССР, когда 1930 году вернулись в Китай.
В январе 1931 года Шэнь Цзэминь был назначен секретарем ЦК Коммунистической партии Китая, министром пропаганды, потом — секретарем партийного комитета в Хубэй-Хэнань-Аньхойском освобождённом районе.
Шэнь Цзэминь умер 20 ноября 1933 года от болезни легких.